# Regiunea Melaky
Regiunea Melaky este una dintre cele 22 unități administrativ-teritoriale de gradul I (faritra) ale Madagascarului. Reședința sa este orașul Maintirano.

## Diviziuni administrative
Regiunea Melaky este împărțită în cinci districte, care sunt subdivizate în 32 de comune.
- Districtul Ambatomainty - 5 comune
- Districtul Antsalova - 5 comune
- Districtul Besalampy - 6 comune
- Districtul Maintirano - 14 comune
- Districtul Morafenobe - 4 comune